# Mitterradl
Mitterradl ist eine Ortschaft und eine Katastralgemeinde in der Marktgemeinde Hürm in Niederösterreich.

## Geografie
Das Dorf liegt vier Kilometer östlich von Hürm an der Straße zwischen Oberradl und Unterradl. Über den großen Anger fließt der Radlbach durch den Ort. Zum 1. Jänner 2024 gab es in Mitterradl 30 Einwohner.

## Geschichte
Auch im Franziszeischen Kataster von 1822 ist Mitterradl als Dorf um einen Anger und einigen kleinen Gehöften verzeichnet. Laut Adressbuch von Österreich waren im Jahr 1938 in Mitterradl ein Gastwirt, ein Tischler und einige Landwirte ansässig.